# Salud en Noruega
La salud en Noruega se refiere a la salud pública en el país escandinavo. Noruega es un país que históricamente sufrió de pobreza, enfermedades infecciosas, hambrunas y epidemias, por lo que tradicionalmente tuvo problemas de salud pública que afectaron a gran parte de la población, al menos hasta el siglo XIX. A partir de entonces el país cambió fundamentalmente, pasando de ser una sociedad agraria a convertirse en una sociedad industrial, que pro un sistema de salud pública en 1860.

## Historia
Históricamente, Noruega enfrentó grandes desafíos. Estos incluyeron inequidad, malas condiciones de vida y una mortalidad infantil alta. Las condiciones económicas en el país mejoraron, pero algunos grupos sociales aún vivían en condiciones restringidas. El estado nutricional de gran parte de la población era pobre, así como la higiene y las condiciones de vida. Las condiciones de vida y las diferencias de clase eran peores en las ciudades que en el campo.
En la primera década del siglo XIX se introdujo la vacuna que inmunizaba contra la viruela. En 1855, el Hospital Gaustad se convirtió en el primer asilo mental en el país, dando comienzo a la expansión del tratamiento de personas con tales trastornos. A partir de 1900, el nivel de vida promedio y las condiciones de salud mejoraron. El estado nutricional también mejoró a medida que disminuyó la pobreza. El desarrollo en áreas como las condiciones sociales y de vida, el control de epidemias, el establecimiento del sistema de atención médica y el énfasis en la de salud pública llevó a mejoras significativas en la salud de la población. La vacunación y un mayor acceso a tratamientos con antibióticos también trajeron grandes mejoras. El ingreso promedio continuo subiendo y la condiciones de higiene mejoraron. Además, la nutrición se volvió más efectiva y se facilitó el acceso a nutrientes esenciales, haciendo que la salud en general mejorara. 
En la década de 1900, la situación económica de Noruega mejoró y, como resultado de la disminución de la pobreza, mejoró el estado nutricional de su población. En 100 años, Noruega se convirtió en una nación rica. A pesar del revés que significó la Segunda Guerra Mundial, Noruega mantuvo un nivel de desarrollo alto. Las mejoras en higiene sirvieron para controlar las  enfermedades infecciosas y los descubrimientos científicos condujeron a avances significativos en la medicina y la prevención de enfermedades.
Sin embargo, la recesión económica en la década de 1920 exacerbó los problemas nutricionales en el país. Por lo tanto, la nutrición se convirtió en una parte importante de las políticas sociales. En algunos períodos hubo altas tasas de desempleo. La pobreza afectó más a mujeres y niños. A menudo, los niños tenían que caminar largas distancias para conseguir trabajo como pastores durante el verano para ayudar a sus familias con los ingresos. En pueblos mineros como Røros, los niños también trabajaban en las minas. Las condiciones de vida mejoraron durante el siglo XX. En cien años Noruega pasó de ser un país pobre a convertirse en una nación rica. A pesar de que el país experimentó un revés durante la Segunda Guerra Mundial, el país mantuvo un desarrollo constante. A partir de 1975, Noruega se volvió autosuficiente en productos derivados del petróleo y este se convirtió en una parte importante de la economía noruega. Además, mejoras en higiene ayudaron a controlar las enfermedades infecciosas y hubo descubrimientos científicos condujeron a avances en muchos campos, incluida la salud.  
A partir de 1945, el fumar se volvió un factor de riesgo importante. A pesar de que las enfermedades infecciosas disminuyeron, las enfermedades crónicas como la enfermedad cardiovascular estaban floreciendo. La esperanza de vida continúa. Sin embargo, todavía hay diferencias sociales cuando se trata de salud. Si bien la globalización aumenta la demanda de control y conocimiento infeccioso, la población noruega exige más del gobierno con respecto a la salud y el tratamiento.  

### Mortalidad infantil
Si bien las estadísticas de mortalidad infantil en el país son relativamente recientes, en 1809 la mortalidad infantil en los municipios de Asker y Bærum era del 40% de todos los nacimientos vivos. En 1900, Noruega tenía la tasa de mortalidad infantil más alta de Europa. El desarrollo del estado de bienestar ha contribuido a una gran disminución en las tasas de mortalidad infantil. Esto puede atribuirse a una mejor nutrición y a mejoras en las condiciones de vida, a mejoras en la educación y economía y a mejores posibilidades de tratamiento y atención médica preventiva (especialmente la inmunización). La tasa de mortalidad infantil aumentó  nuevamente entre 1970 y 1980 debido al síndrome de muerte súbita infantil (SMSL). El SMSL era desconocido hasta entonces y su aumento fue dramático. La tendencia se invirtió cuando se alentó a los padres noruegos a que acostaran a sus hijos boca arriba y no boca abajo al dormir.  

### Población
A principios del siglo XIX, la población total de Noruega era menor a 1 millón de habitantes. A pesar de que hubo una gran emigración, en los siguientes cien años la población noruega se duplicó. Además, debido a la industrialización, hubo un flujo migrante significativo del campo a las principales ciudades, donde estaban la mayoría de los nuevos puestos de trabajo. La población, que a principios del 1900 era de 2,2 millones, ascendió a 4,5 millones para el año 2000. Para el 2000 el 15% de la población del país vivía en  los centros urbanos de Oslo y Akershus. La proporción de personas que trabajan en la agricultura, la silvicultura y la pesca disminuyó mientras que el porcentaje de la población que trabaja en el sector industrial aumentó.  

### Enfermedades contagiosas
El gobierno noruego reconoció que para sostener el desarrollo económico de la nación era necesario mejorar la salud.
- El cólera y la fiebre tifoidea fueron comunes en el siglo XIX y Noruega experimentó varias epidemias de estas enfermedades. Los últimos brotes epidémicos aparecieron alrededor de la década de 1840. Durante estas epidemias las tasas de mortalidad fueron altas, aunque no llegaron a las cifras de Peste Negra en la década de 1300.[1]
- Las enfermedades de transmisión sexual, como gonorrea y sífilis, también causaron problemas generalizados para la salud pública del país.
- La viruela era la enfermedad más grave en los años alrededor de 1800; En 1810 se introdujo legislación para la vacunación contra la viruela. Al principio, la ley no se cumplió estrictamente, pero cuando se ordenó a las personas que mostraran sus tarjetas de vacunación en las confirmaciones y bodas, hubo un aumento en la vacunación de los niños y Noruega finalmente obtuvo cierto control sobre esta enfermedad.
- La lepra, también conocida como la enfermedad de Hansen, devastó la costa oeste de Noruega. Los pacientes eran aislados en hospitales de lepra que tenían espacio para hasta 1000 pacientes. El médico Gerhard Armauer Hansen (1841-1912), que trabajaba en Bergen, descubrió que existía una relación entre la hospitalización para pacientes infectados y la disminución en el número de casos nuevos.[5][6]
- A finales del siglo XIX hubo un aumento de las muertes causadas por la tuberculosis. Mientras los casos de lepra disminuyeron, la mortalidad por tuberculosis alrededor de 1900 era alta. Sin embargo, los casos de tuberculosis también disminuyeron constantemente durante los siguientes cincuenta años. La mayor disminución de la tuberculosis ocurrió antes de que las vacunas y los tratamientos médicos estuvieran disponibles; la disminución fue causada por mejores condiciones de vida, nutrición e higiene.
- La pandemia de gripe española de 1918 afectó al país cobrándose muchas vidas, especialmente las de los jóvenes que carecían de inmunidad contra el nuevo virus de la gripe.
- Durante los primeros años de la Segunda Guerra Mundial se desencadenó una epidemia de difteria, una enfermedad común de la infancia. Sin embargo, como había nuevas vacunas disponibles, el país experimentó una respuesta positiva inmediata.
- El último brote importante de polio fue en 1951, cuando se registraron 2100 casos.[7] En 1956 comenzó la inmunización contra la enfermedad.

### Descubrimiento de los microbios
A fines del siglo XIX la ciencia empezó a estudiar a los microbios, haciendo posible prevenir una variedad de enfermedades. Hasta ese entonces, la propagación de infecciones solo se había debatido como teoría. Con nuevos descubrimientos dentro del campo y una mayor comprensión de cómo las bacterias y los virus se transfieren y se propagan entre los humanos, fue posible realizar cambios significativos en el tratamiento y la atención de los pacientes. Por ejemplo, se empezó aislar a las personas con lepra y tuberculosis para detener la propagación.

### Antibióticos
En la década de 1900 se empezaron a desarrollar vacunas y los primeros antibióticos. La penicilina, surgió en la década de 1940. Estas introducciones fueron herramientas muy poderosas en la prevención y el tratamiento de enfermedades infantiles.

### Vacunación
El aumento en la disponibilidad de vacunas y el crecimiento del programa de vacunación infantil ayudaron a que muchas enfermedades se extinguieran. Las vacunas contra el sarampión (rubéola) se introdujeron en el programa de inmunización infantil en 1978. La rubéola es peligrosa para el feto si afecta a la madre durante el embarazo. Hoy, a todos los niños se les ofrecen vacunas gratuitas y la oferta es voluntaria. La cobertura para la mayoría de las vacunas es alta.

### VIH / SIDA
A principios de la década de 1980, el SIDA se convirtió en un problema de salud pública. Noruega fue uno de los primeros países en prevenirlo en grupos de alto riesgo a través de campañas de información. El virus del VIH fue descubierto después, con pruebas disponibles desde 1985.

### Enfermedades cardiovasculares
La incidencia de la tuberculosis se redujo. En cambio, se vio un aumento en los casos y la mortalidad de enfermedades crónicas, especialmente  en las enfermedades cardiovasculares. El tabaco es una de las causas más importantes de enfermedades cardiovasculares y cancerosas. Durante la Segunda Guerra Mundial, el consumo de tabaco fue limitado debido al estricto racionamiento. Después de la guerra, la venta de tabaco floreció y también lo hicieron las implicaciones de consumirlo. A finales de 1900, las enfermedades crónicas se volvieron dominates  y, debido al aumento de la esperanza de vida, las personas viven más tiempo con estas enfermedades crónicas. Alrededor del milenio, el nuevo tratamiento y la prevención de enfermedades cardiovasculares aseguraron una disminución de la mortalidad, sin embargo, estas enfermedades siguen siendo uno de los mayores desafíos públicos en el país.  La incidencia de las enfermedades coronaria en Noruega se redujo significativamente entre 1995 y 2010, alrededor del 66% de la reducción debido a cambios en los factores de riesgo modificables, como los niveles de actividad, la presión arterial y el colesterol. La mortalidad se redujo de 137 por 100,000 personas-año a 65.

### Enfermedades derivadas del estilo de vida
Las enfermedades derivadas del estilo de vida son un concepto que surgió en la segunda mitad del siglo XX. El consumo de tabaco y el aumento en los niveles de colesterol tienen una fuerte correlación con un mayor riesgo de enfermedad cardiovascular.

### Salud mental
Los servicios especiales de atención médica noruegos incluyen servicios para la salud mental. En algunos casos, esto incluye tratamientos involuntario de salud mental. Las cuatro instituciones regionales de servicios de salud, que son propiedad del estado, reciben apoyo económico fijo del presupuesto estatal. Estos son responsables de los servicios especiales de salud, que incluyen atención de salud mental en hospitales, instituciones, centros distritales de salud mental, servicios de salud mental para niños y adolescentes y hogares de ancianos.
Además de brindar tratamiento a los enfermos, los servicios de atención de salud mental investigan, educan al personal de salud y proveen seguimiento a pacientes y sus familiares.
Dentro de los servicios de salud mental hay diferentes sectores. Los centros distritales de salud mental son responsables del servicio general de salud mental. Estos centros tienen instalaciones para pacientes ambulatorios, instalaciones para pacientes hospitalizados y equipos de emergencia. Los pacientes pueden ser remitidos al centro de salud mental del distrito por un médico general para diagnóstico, tratamiento o admisión.  
Dentro de los hospitales centrales existen centros especializados para niños y adolescentes, ancianos y casos severos de drogadicción, trastornos de personalidad, trastornos obsesivos compulsivos, etc. Normalmente, las personas que reciben el alta del tratamiento en los hospitales centrales son derivadas a los centros de salud mental del distrito que hacen seguimiento y continúan el tratamiento. El tratamiento puede consistir en psicoterapia con o sin medicamentos. Los tratamientos físicos, como la terapia electroconvulsiva, se usan para trastornos específicos. El tratamiento generalmente comienza en el hospital, pero el objetivo es continuar el tratamiento en el hogar o en el centro de salud mental del distrito al que el paciente pertenece.  

#### Niños y adolescentes
Las instalaciones ambulatorias de salud mental para niños y adolescentes ofrecen atención de salud mental para menores entre 0 y 17 años de edad. El servicio central de salud mental para niños y adolescentes está dirigido a desafíos que las instalaciones estatales regionales no pueden manejar, como el médico general, la enfermera escolar, la escuela, los servicios de extensión para jóvenes y los servicios infantiles. Los servicios de salud mental para niños y adolescentes trabajan en estrecha colaboración con psicólogos, psiquiatras infantiles, terapeutas familiares, neurólogos, trabajadores sociales, etc. Su objetivo es diagnosticar y tratar  trastornos psiquiátricos, trastornos del comportamiento y  trastornos del aprendizaje en estrecha colaboración con los cuidadores.  Para los pacientes menores de 16 años, los padres deben dar su consentimiento para la admisión.
La atención involuntaria de la salud mental en Noruega se divide en instalaciones y observación para pacientes hospitalizados y ambulatorios. En instalaciones de hospitalización involuntaria, los pacientes pueden ser retenidos contra su voluntad, y la policía puede recogerlos si es necesario.  En los servicios ambulatorios involuntarios, el paciente vive en su hogar o se encuentra voluntariamente en una institución, pero regularmente debe presentarse en el centro de salud mental del distrito. Estos pacientes no pueden ser retenidos en contra de su voluntad, pero pueden ser recogidos por la policía en caso de citas perdidas.  Una persona puede ser retenida hasta por diez días, o en algunos casos durante veinte días, en observación involuntaria en el hospital para que este decida si se cumplen los criterios para la atención involuntaria de salud mental.  El comité de control tiene como tarea principal garantizar que los derechos de cada paciente estén asegurados y protegidos en una reunión con atención involuntaria.

#### Financiamiento
Los servicios de salud mental se financian a través de fondos básicos basados en las necesidades de los servicios de salud regionales, reembolso a clínicas ambulatorias, deducibles y subvenciones específicas del presupuesto estatal. Las tarifas para el trabajo ambulatorio se basan en parte en las horas trabajadas y en parte en los procedimientos. Existen tarifas de diagnóstico, tratamiento y seguimiento por teléfono o en reuniones de colaboración. Además, los pacientes pagan un deducible por consultas externas.

#### Peso de la enfermedad
De acuerdo con una encuesta realizada en 2011  el 10,2% de la población de Noruega informó haber experimentado síntomas de ansiedad y depresión en las últimas dos semanas. Se estima que en un 15.6% de los casos hay una prevalencia de por vida de la depresión severa. El tratamiento y los servicios sociales para los enfermos mentales le cuestan a la sociedad unos 70 millones de coronas noruegas (más de 10 millones de dólares estadounidenses) al año.

## Estado actual del sistema de salud
El estado de salud general de la población noruega es bueno, como muestran una esperanza de vida al nacer alta, una tasa de mortalidad en menores de cinco años baja y una tasa de fertilidad decreciente. 
En Noruega existe un registro de nacimientos, defunciones y enfermedades, lo que permite a las autoridades tener un panorama general del estado de salud en el país. En el 2018 la población total en Noruega era de 5.295.619. En el 2016 la esperanza de vida al nacer era de 81 años para los hombres y 84 años para las mujeres. La mortalidad infantil en 2016 fue de tres casos por cada 1000 menores de cinco años y la probabilidad de morir entre los 15 y 60 años fue de 66 para los hombres y 42 para las mujeres por cada 1000 en la población.  El gasto total en salud per cápita fue de $ 6,347 en 2014. El gasto total en salud como porcentaje del PIB fue del 9,7%  El ingreso nacional bruto per cápita fue de $ 81.807 (2018).
La tasa de natalidad en el 2018 fue de 1,62, comparado con un promedio regional de 1,6 y un promedio mundial de 2,44.  La prevalencia de tuberculosis en la población fue de 10 por 100 000, comparado con un el promedio regional fue de 56, mientras que el promedio mundial fue de 169. Actualmente en Noruega, hay 5371 personas VIH positivas, 3618 hombres y 1753 mujeres. En 2008, la incidencia de personas VIH positivas tuvo un pico y la mayor incidencia de personas VIH positivas. Desde entonces, ha habido una disminución en los nuevos casos.
Noruega obtuvo el primer puesto en el Índice de Desarrollo Humano de las Naciones Unidas (IDH) del 2018.
En septiembre de 2018 The Lancet publicó una nueva forma de medir el capital humano que tomaba en cuenta 195 países entre 1990 y 2016 y definía para cada cohorte de nacimiento  la esperanza de vida entre los 20 y los 64 años, ajustada por el nivel educativo, el aprendizaje o la calidad educativa, y el estado de salud funcional. Noruega tuvo el séptimo nivel más alto de capital humano posible con una expectativa ajustada de 25 años de salud, educación y aprendizaje entre los 20 y los 64 años.
| Población (2018)                                                                    | 5.295.619 |
| Ingreso bruto nacional per cápita (PPP internacional $, 2018)                       | 81,807    |
| Esperanza de vida al nacer m / f (años, 2017)                                       | 81/84     |
| Probabilidad de morir antes de los cinco años (por cada 1000 nacidos vivos, 2017)   | 3         |
| Probabilidad de morir entre los 15 y los 60 años m / f (por 1 000 habitantes, 2016) | 66/42     |
| Gasto total en salud per cápita (Intl $, 2014)                                      | 6.347     |
| Gasto total en salud como % del PIB (2014)                                          | 9,7       |

### Las enfermedades de la abundancia
Una economía rica hace posible que aumente el consumo de tabaco, comida rápida, dulces y bebidas azucaradas, a lo que pocas personas tenían acceso hasta después de 1950. Además en una economía moderna muchas personas tienen trabajos de escritorio, automóviles y electrodomésticos que facilitan las tareas domésticas y aumentan el sedentarismo. En general, hubo una disminución de la actividad física ya que la electrónica, las computadoras, las redes sociales e internet reemplazan gran parte de la actividad física. También  aumentó la disponibilidad de diferentes drogas. 'Nuevas condiciones de vida' como estas traen nuevos desafíos para la salud pública. Solo el 30% de los adultos noruegos se mantienen físicamente activos durante 150 minutos por semana.

### Fumadores
Desde el 2000, el número de fumadores en Noruega ha disminuido tanto entre hombres como entre mujeres. El 11% de la población adulta en Noruega fuma a diario, mientras que el 8% son fumadores ocasionales. El tabaquismo diario es más común en la población con bajo nivel educativo. 
Durante el mismo periodo, aumentó el uso de snus. El 12% de la población los usa diariamente y el 4% son usuarios ocasionales de snus.

### Enfermedades no contagiosas
Actualmente, las principales causas de problemas de salud y la discapacidad en Noruega son las  enfermedades cardiovasculares, el cáncer, la salud mental y los trastornos musculoesqueléticos.
Anualmente, en Noruega hay 70,000 personas bajo tratamiento por enfermedades cardiovasculares. El progreso tecnológico y el desarrollo médico desde la década de 1970 tuvieron un gran impacto en la supervivencia de los enfermos, especialmente para las enfermedades cardiovasculares.
Las enfermedades mentales más frecuentes son los desórdenes de ansiedad y la depresión. El 6% de los noruegos menores de 75 años toma antidepresivos.
Otras enfermedades como la EPOC, la diabetes y la demencia también pesan en la carga de enfermedades. A medida que la esperanza de vida aumenta, hay más personas que viven más tiempo con enfermedades crónicas. A partir de eso, subió la cantidad de personas medicadas permanentemente.

### Diferencias sociales de salud
Si bien el nivel de vida de la población noruega aumentó, todavía existen diferencias en ingresos y niveles educativos. Aquellos que recibieron educación superior y están mejor económicamente generalmente tienen el mejor estado de salud y viven entre 5 y 6 años más que aquellos con un nivel educativo más bajo.  La nueva legislación de salud pública (Folkehelseloven) entró en juego en 2012. El propósito de esta ley es promover la salud pública y nivelar las desigualdades sociales en el acceso a la salud.